# 奇塔特
奇塔特（1620年代—1653年），博尔济吉特氏，清朝初年蒙古科尔沁部首领，成吉思汗弟合撒儿十九世孙，宰桑之孙，索纳穆之子，和硕达尔汉亲王满珠习礼从子。
母亲科尔沁大妃原系其曾祖父莽古思的遗孀，曾祖父莽古思在1623年至1626年间逝世。依蒙古习俗，父亲索纳穆收继其遗孀。后，父随皇太极出征，死于己巳之變。天聪七年（1633年），多铎向皇太极求娶大妃之女，即达哲。母亲亦为他求娶皇太极之女。天聪八年（1634年），与姐姐哲哲和皇太极所生第三女，即固伦端靖公主定婚。崇德四年（1639年），奇塔特成婚，封固伦额驸。崇德八年（1643年），朝觐清太宗皇太极。顺治六年（1649年），顺治帝叙其父索纳穆从征之功，封多罗郡王，号称科尔沁郡王，世袭罔替。他和公主之子额尔德尼袭位。